# ターボットビル
ターボットビル (Turbotville) は、アメリカのペンシルベニア州ノーサンバーランド郡にある区（バラ）である。2000年現在の人口は691人。

## 地理
ターボットビルは北緯40度6分9秒、西経76度46分16秒にある。アメリカ国勢調査局によると、ターボットビルの総面積は1.2km2で、すべて陸地である。

## 人口
2000年の国勢調査によると、ターボットビルの人口は691人であり、278世帯、190家族が居住している。人口密度は 1平方キロメートルあたり592.9人である。302軒の家があり、1平方キロメートルあたり259.1軒の家が建っている。町の人種構成は、99.13%が白人、0.14%が黒人ないしアフリカ系アメリカ人、0.14%がアメリカ先住民、0.00%がアジア人、0.00%が太平洋諸島系、0.00%がその他の人種であり、0.58%は混血である。人口の0.00%はラテン系である。
全世帯の37.8%には18歳未満の子供が同居しており、57.2%は夫婦で一緒に生活している。9.4%は夫のいない女性が世帯主であり、31.3%は独身である。全世帯の27.7%は一人暮らしであり、9.7%が65歳以上である。平均世帯人数は2.49人、平均家族人数は3.03人である。
ターボットビルの人口は、28.2%が18歳未満、18歳以上24歳以下が7.2%、25歳以上44歳以下が31.5%、45歳以上64歳以下が21.1%、65歳以上が11.9%である。年齢の中央値は34歳である。女性100人に対して男性は91.9人であり、18歳以上の100人の女性に対して男性は83.7人である。
町の1世帯あたりの平均収入は40,221ドルであり、1家族あたりの平均収入は43,750ドルである。男性の平均収入が35,875ドルに対し、女性の平均収入は25,583ドルである。1人あたりの収入は18,401ドルである。人口の3.8%（全家族の4.5%）が極貧層である。18歳以下の住民の1.6%、65歳以上の住民の13.5%は貧しい生活を送っている。